# Gromada Blanowice
Gromada Blanowice war eine Verwaltungseinheit in der Volksrepublik Polen zwischen 1954 und 1972. Verwaltet wurde die Gromada vom Gromadzka Rada Narodowa, dessen Sitz sich in Blanowice (heute Teil von Zawiercie) befand und aus 16 Mitgliedern bestand.

Die Gromada Bojszowy gehörte zum Powiat Zawierciański in der Woiwodschaft Katowice (damals Stalinogród) und bestand aus der ehemaligen Gromadas Blanowice, Pomrożyce und Skarżyce der aufgelösten Gmina Kromołów

Am 31. Dezember 1961 wurde das Dorf Rudniki aus der aufgelösten Gromada Rudniki in die Gromada Blanowice eingegliedert.

Zum 1. Januar 1965 wurde die Siedlung Ręby mit ca. 18 ha aus dem Dorfe Blanowice ausgegliedert und nach Zawiercie übertragen.
Mit der Gebietsreform zum 31. Dezember 1972 wurde die Gromada Blanowice aufgelöst.